# Адмиралти (остров, Аляска)
Адмиралти е остров в Аляска, САЩ. Той е част от тихоокеанския архипелаг Александър.

## География
Островът е с дължина от 154 km и широчина 56 km. Площта му е 4264,1 км², което го прави 7-и по големина от островите на САЩ и 132-ри по големина в света. Проливът Стивънс го отделя от континенталната част, като в най-тясната си част е по-малък от 5 километра. Северният край на острова е разположен едва на 12 километра от Джуно, столицата на Аляска. Заливът Сеймур отделя основната част на Адмиралти от дългия почти успореден полуостров Глас.

## История
Островът е наименуван от Джордж Ванкувър в чест на Британското адмиралтейство, на което е служил. За първи път е изследван през юли-август 1794 г. от кораба „Дискавъри“ с капитан Джоузеф Уидби по време на Ванкувърската експедиция.

## Природа
Голяма част от острова (3860 km²) е заета от едноименен резерват. В него живеят над 1700 кафяви мечки, черноопашати елени, над 5000 белоглави орли. В крайбрежните води се срещат тюлени, морски свине и морски лъвове. Реките са богати на сьомга.

## Население
Островът е слабо населен. Жителите му са около 650 души, като болшинството е концентрирано в градчето Ангун. По-голяма част от жителите са индианци от племето тлинкити.

## Икономика
От 1989 г. на острова функционира сребърна мина. Добиват се и злато и цинк.